# جکی رابینسون
جکی رابینسون (انگلیسی: Jackie Robinson; ۳۱ ژانویهٔ ۱۹۱۹ – ۲۴ اکتبر ۱۹۷۲) یک بازیکن بیس‌بال اهل ایالات متحده آمریکا بود.